# Geweld

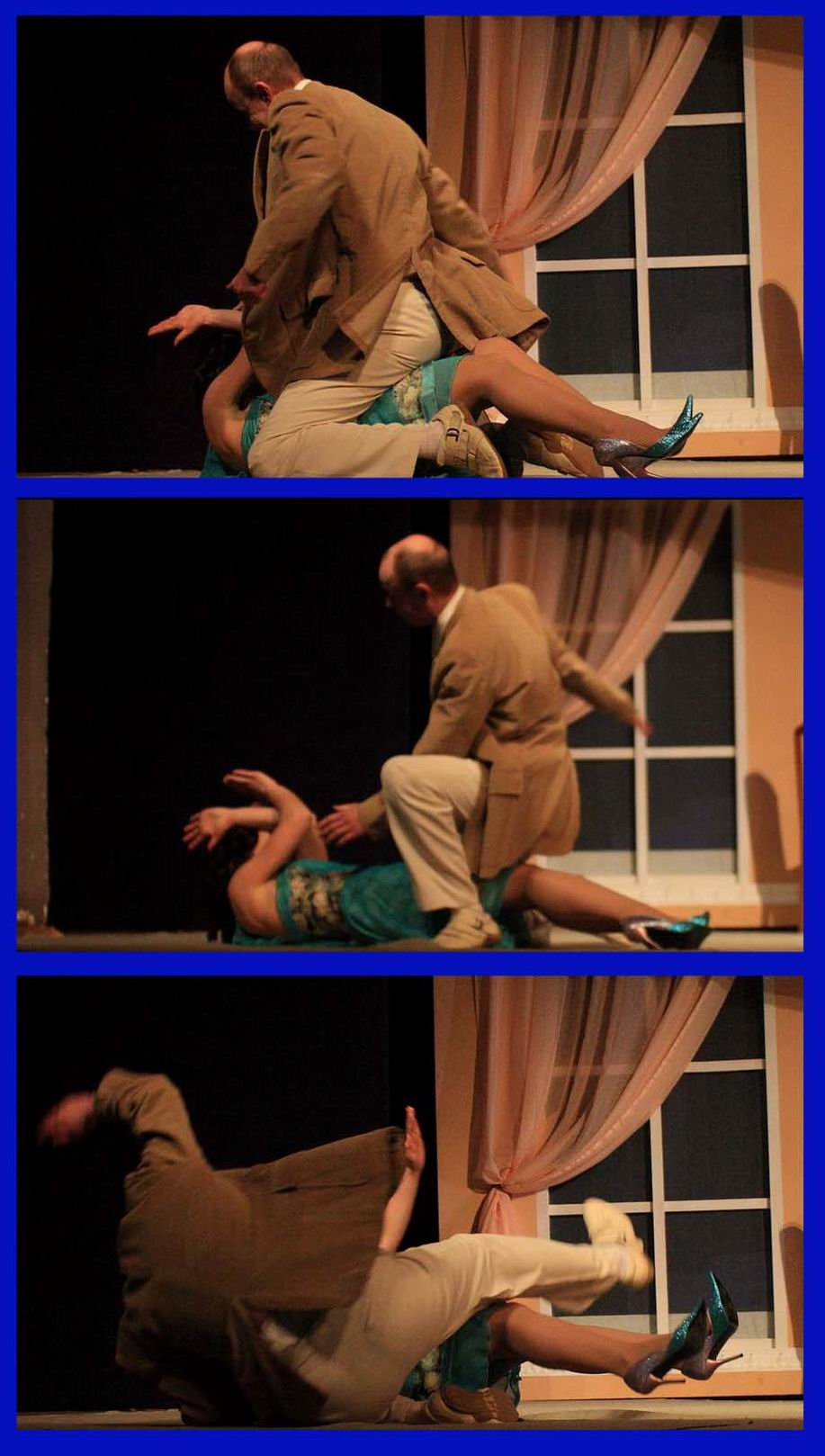
Geweld gespeeld op toneel

Geweld wordt wel gedefinieerd als een kracht van meer dan geringe betekenis uitgeoefend op personen of zaken. Hoewel men bijvoorbeeld ook wel spreekt over natuurgeweld, gaat het meestal om een doelbewuste actie van een of meer personen, al of niet met gevechtswapens of andere hulpmiddelen.
Bepaalde vormen van geweld zijn sociaal en juridisch gesanctioneerd. Onder meer de politie en de krijgsmacht mogen onder bepaalde voorwaarden geweld toepassen. Ook mag bijvoorbeeld (onder voorwaarden) door of namens de eigenaar geweld toegepast worden op een object, bijvoorbeeld om het te slopen.
Daarnaast zijn er geweldsmisdrijven, bijvoorbeeld mishandeling en moord. Bedreiging betreft vaak dreigen met geweld.
Geweld kan verwonding of schade bij mensen, dieren, of voorwerpen veroorzaken of bedoeld zijn om die te veroorzaken.
Geweld wordt vaak geassocieerd met agressie. Er zijn hoofdzakelijk twee soorten geweld: willekeurig geweld, dat kleinschalige, willekeurige handelingen zijn, en gecoördineerd geweld, dat acties beschrijft die gesanctioneerd worden, uitgevoerd of door groepen, zoals politieoptreden, oorlog en terrorisme.
Het geweld kan unilateraal zijn, terwijl een vechtreactie minstens verdediging impliceert.
Volgens de Duitse socioloog Max Weber is een geweldsmonopolie een van de definiërende kenmerken van de staat. De psycholoog James W. Prescott voerde studies uit over de oorzaak van geweld in de antropologische betekenis.

## Partner- en familiegeweld
In de Belgische krant De Morgen werden in 2005 de volgende cijfers gepubliceerd met betrekking tot slagen en verwondingen binnen de familie:
- 2000: 18.239 gevallen (waarvan 7085 tussen partners of ex-partners, 654 tegen de ouders en 560 geweld door ouders tegen kinderen jonger dan 16)
- 2004: 21.073 gevallen (waarvan 10.137 tussen partners of ex-partners, 793 tegen de ouders en 735 geweld door ouders tegen kinderen jonger dan 16)

De krant baseerde zich op statistieken van de Belgische federale politie.
Mogelijke redenen voor het toenemen van het aantal (gemelde) gevallen van partnergeweld:
- economische situatie: jobverlies en werkloosheid
- toenemende tijdsdruk als beide ouders gaan werken
- gemakkelijker aangifte doen

Het grootste risico op geweld door de ex-partner loopt men op het moment dat de scheiding wordt aangevraagd en de ex-partner niet klaar is om zijn partner en kinderen te laten gaan.